# Черница, Иван Корнеевич
Ива́н Корне́евич Черни́ца  (укр. Іван Корнійович Черниця; род. 23 мая 1896, Одесса, Российская империя — 8 февраля 1977, Одесса, СССР)— советский хозяйственный, государственный и политический деятель,  Глава Одесского городского совета. Депутат Верховного Совета СССР 1-го созыва.

## Ранние годы
Иван Черница родился в 1896 году в Одессе, был шестым ребенком в семье портового грузчика на Пересыпи. В 12 лет устроился работать чистильщиком котлов у подрядчика Крыжановского в Одесском судоремонтном заводе. В советских  газетах  писали, что  он входил в целую бригаду детей, которые гробили здоровье на тяжелой работе у Крыжановского, по кличке "Корова". Их же называли "коровьи дети".
До 1917 года работал котельщиком на судоремонтном заводах РОПИТа и Ровенского, где познакомился с революционерами, среди которых был Макар Чижиков.
В 1917 году был призван в армию, где числился рядовым 49-го запасного пехотного полка. Был демобилизован в августе 1917 и среди первых вступил в Красную Гвардию. После этого в 1917-1918 годах принимал участие в большевистских восстаниях в Одессе – разоружал городских жандармов.
В 1918 году участвовал в боях с "гетманцами и гайдамаками", в которых погиб его родной брат.
После прихода белых организовал забастовку на барже "Белая" и отказывался грузить имущество бегущих в иммиграцию.
В 1920 служил в Красной армии.

## Карьера
Член ВКП(б) с 1925 года. В 1925 – 1929-х годах работал директором соляных промыслов в Херсонской области. В 1929 – 1931-м годах работал директором стекольного завода, а затем соляных промыслов в Одессе на Хаджибейском лимане. Потом был руководителем Химсельтреста.
С 1936 года работал директором завода им. Красного профинтерна.
В июне 1937 года выдвинут на должность председателя горсовета, вскоре после того, как был арестован Александр Довбыш. Это произошло без ведома директора завода: в это время Черница был в Москве – выехал решать рабочие вопросы в трест "Трактордеталь", и узнал о предначертанном карьерном росте по возвращении.

Продвигали Черницу секретарь горкома компартии Николай Кондаков и секретарь обкома Дмитрий Евтушенко. Но Черница несколько раз отказывался.
Я ответил, что категорически отказываюсь от этого дела, мотивируя тем, что на советской работе никогда не работал, объем работы в Горсовете большой, по общей грамотности дела у меня обстоят неважно и с работой не справлюсь, 

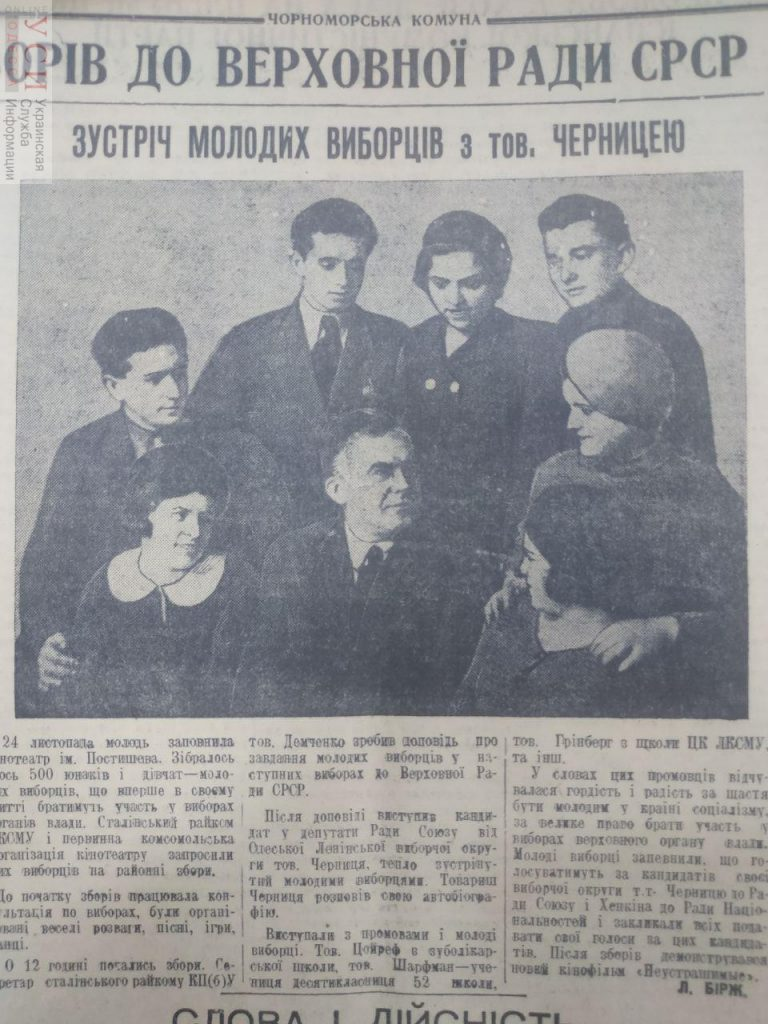
Во время избирательной кампании

На пленуме горсовета 19 августа 1937 года кандидатуру Черницы вынесли на голосование. В выборах участвовали около 600 депутатов. Подавляющее большинство проголосовали "за", только 19 – "против". Черница хотел выступить с речью, но секретарь обкома Евтушенко не дал слова, отшутившись, что отказываться от должности в такой момент будет некрасиво.
Находясь во главе города также принял участие в выборах в Верховный Совет СССР и 12 декабря 1937-го был избран депутатом от Ленинского района Одессы.
Боролся за очищение города от стихийных свалок, которые скапливались практически в каждом дворе. В одном из таких рейдов участвовал Никита Хрущёв, тогда – первый секретарь Московского горкома ВКП(б).

## Арест и суд
Ивана Черницу задержали 4 августа 1938 года в Москве, куда он поехал в командировку. НКВД пришли к нему вечером в комнату №417 гостиницы "Гранд Отель" с ордером на обыск и арест, подписанным лично Николаем Ежовым.
С собой у него были только паспорт, депутатский билет, значок Верховного Совета и тысяча рублей.
В анкете арестованного его профессию указали как "грузчик". Свою национальность указал – украинец.
13 августа, по указу Ежова, арестованного этапировали в Одессу для допроса и следствия.
Председателя горсовета обвинили в участии в "правотроцкистской организации". Если Рощенюка и Довбыша обвиняли в идеологической враждебности и подготовке к антисоветскому перевороту, то Черницу – в совершении конкретных террористических актов, для подрыва  уклада жизни граждан. Черницу считали причастным к нескольким трамвайным авариям в Одессе.После ареста его, принялись пытать. Под давлением, на первом допросе 5 сентября, он признался, что с июня 1937 года являлся участником "контрреволюционной правотроцкистской террористической организации".
На следующем допросе, 20 ноября, начал вести себя осторожней. На настойчивые попытки следователя приписать его к руководству "террористов" Черница несколько раз отвечал отказом.
5 августа 1939 года, состоялся суд. Для него Черница написал заявление, в котором говорил, что ни в чем не виноват, стал жертвой клеветы, дал показания под давлением. Он просил дорасследования дела, перепроверки показаний и привлечения других свидетельств.
Трибунал постановил разобраться. К 19 августа проверка дела действительно показала, что много показаний неправомочны. Некоторые "свидетели" даже официально не были вызваны на допрос и отказывались от записанных от их имени показаний.
Ивана Черницу оставили под стражей, а дело отправили на дорасследование. Так он спасся в полушаге от расстрела.
Разбирательство в деле началось в сентябре 1939 года с новых допросов Черницы. На них он снова отказывался от какой-либо причастности к "контрреволюционерам".
НКВД опросили многих из старых товарищей Черницы. Все выступали в его защиту.
За Ивана Черницу боролась и его жена Елена Николаевна. В 1939 году она написала письмо Берии с просьбой поскорей разобраться с делом и выпустить незаконно арестованного. После ареста мужа ее с тремя детьми переселили из ведомственной  квартиры в маленькую комнату в коммуне. 
16 января 1941 года после пересмотра дела начальник Управления НКВД в Одесской области Старовойт постановил прекратить уголовное преследование  "за недоказательностью обвинений". В этот же день его освободили из тюрьмы. 

## После заключения
Во время Великой Отечественной войны в 1941 году был уполномочен Народного комиссариата пищевой промышленности СССР с эвакуации оборудования консервных заводов Молдавской и Украинской ССР. В 1942 году - уполномоченный Народного комиссариата пищевой промышленности СССР с эвакуации оборудования консервных заводов Краснодарского края. Работал на консервных предприятиях Узбекской ССР.
В 1944 году вернулся из эвакуации, находился на ответственной хозяйственной работе в Одессе. С середины 1940-х по 1952 год - директор Одесского консервного завода им. Ворошилова. Затем работал в межобластной организации, которая занималась сбытом изделий местной промышленности.
С 1960 года – персональный пенсионер союзного значения. Жил в квартире на Пролетарском бульваре (сейчас Французский бульвар) и пользовался преференциями, положенными по выслуге лет выдающимся советским функционерам.
Умер 8 февраля 1977 года.

## Награды
- орден Красной Звезды (28.10.1967)
- пять медалей